# 達恰

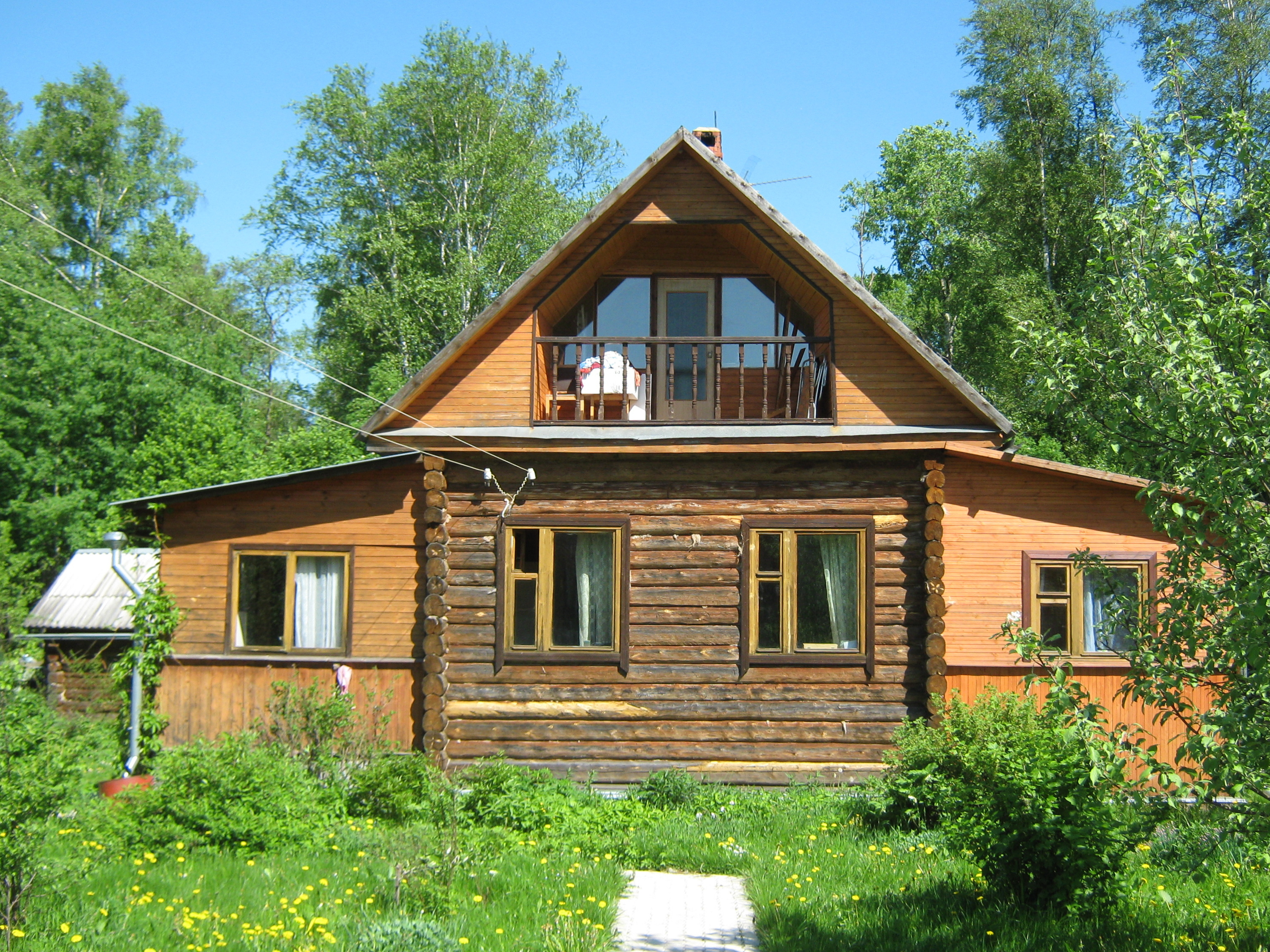
莫斯科州伊斯特拉區一所典型達恰

達恰（羅馬化：dacha）是指具有俄羅斯建築特色的鄉間小屋。達恰在俄羅斯相當普遍，在一些前蘇聯共和國中也有分布。據估計約有四分之一居住在大城市的居民擁有達恰。
達恰的擁有者稱為дачник。

## 歷史
達恰在彼得大帝時期出現。啟蒙時期，俄國貴族階級常用達恰舉辦社交活動。工業革命導致都市人口激增，生活品質不良；達恰提供都市人口一個暫時逃避嚴重污染的城市之處。至19世紀末，達恰成為俄國上層和中產階級最喜愛的避暑勝地。
1917年十月革命後，所有的達恰被國有化。一部份變成勞動階級的休閒渡假房屋，而其他較好的達恰則成為蘇聯共產黨官員、文化或科學界精英的夏季別墅。

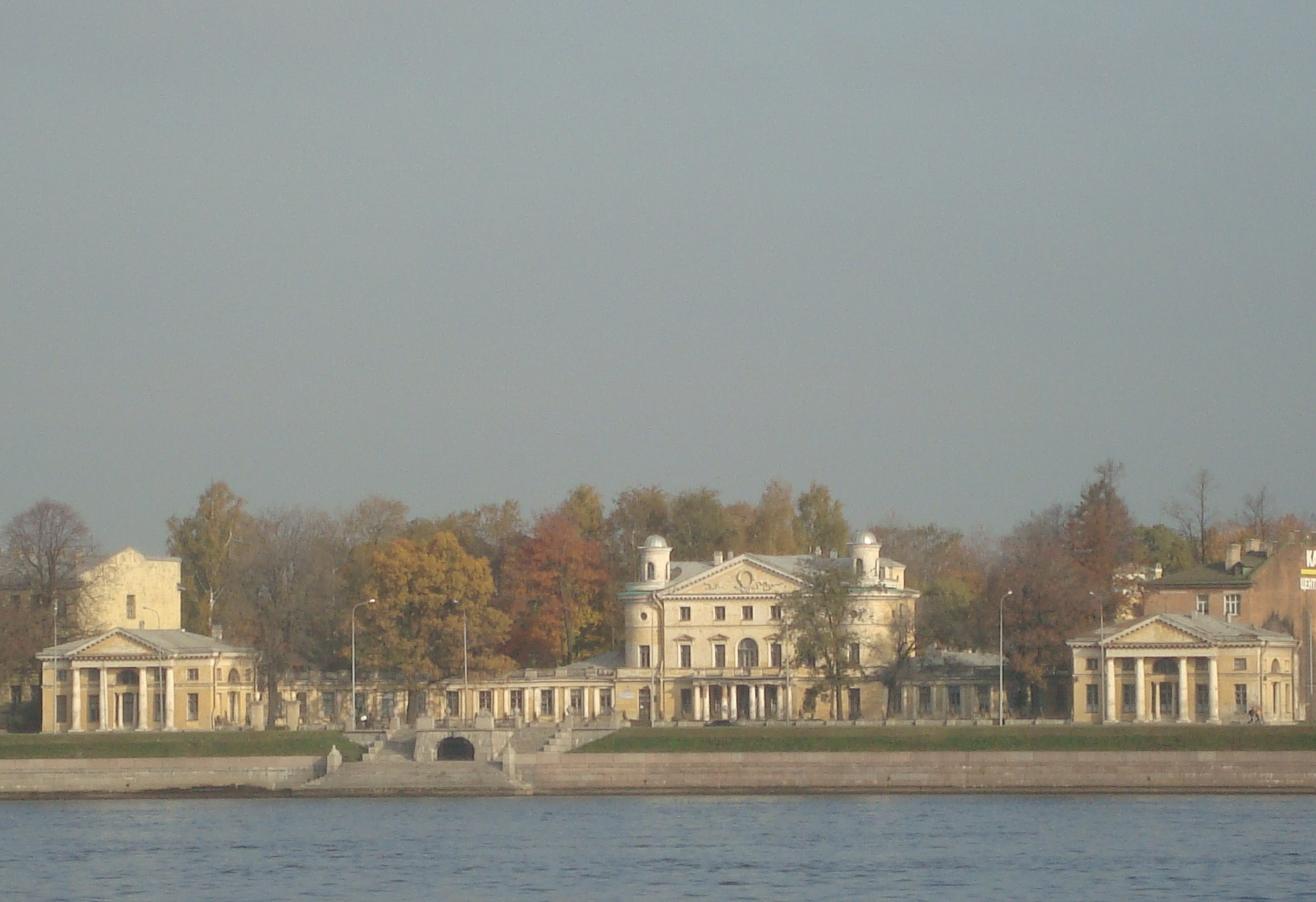
亞歷山大·別茲博羅德科（英语：Alexander Bezborodko）的達恰
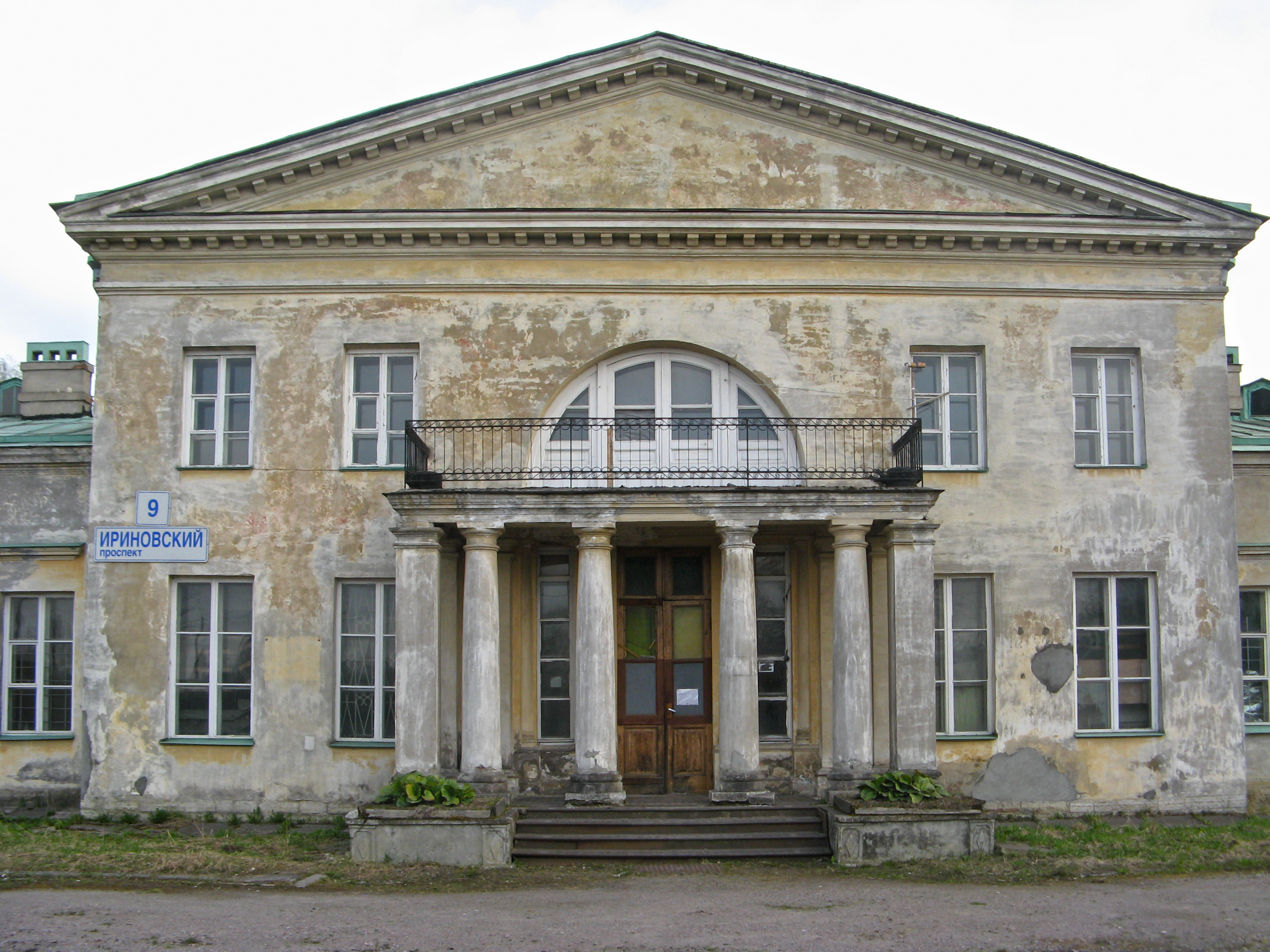
別佐布拉佐夫家族（俄语：Безобразовы）的達恰
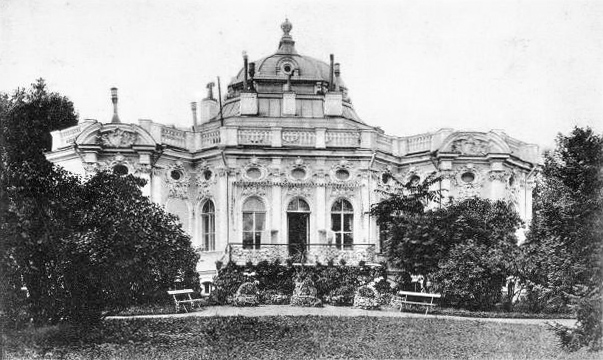
齊奈達·伊万諾夫娜·尤蘇波娃（俄语：Юсупова, Зинаида Ивановна）的達恰
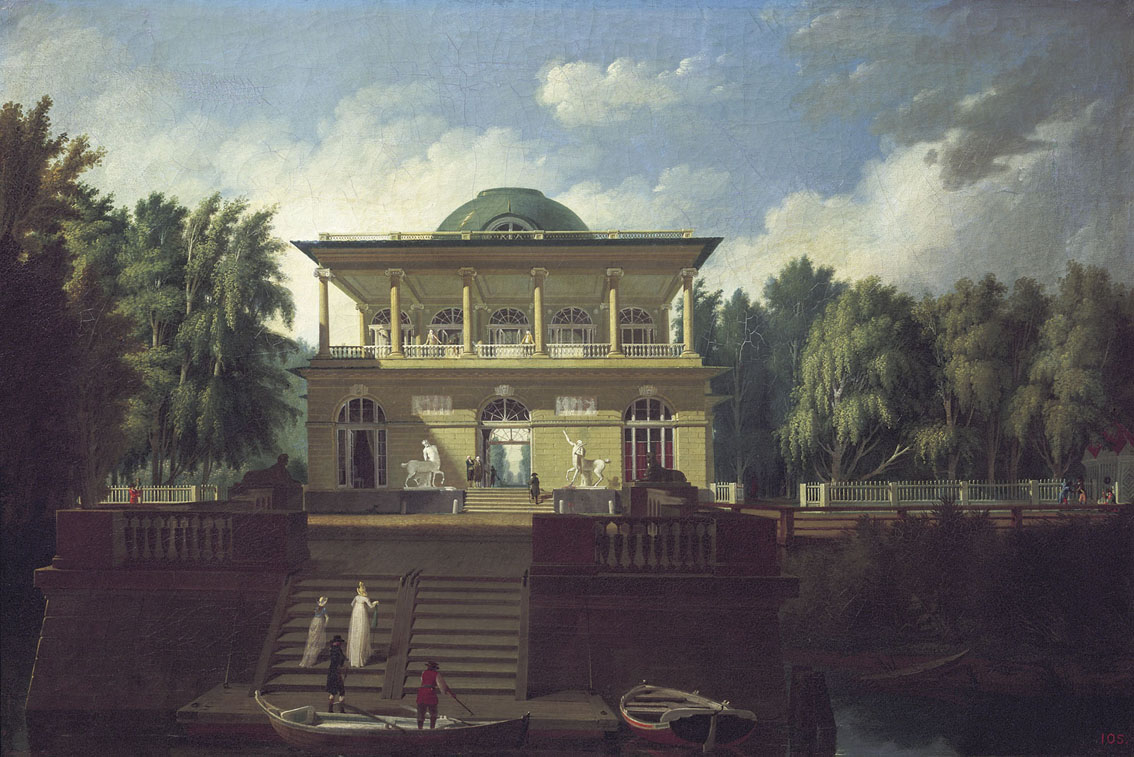
斯特羅加諾夫家族的達恰
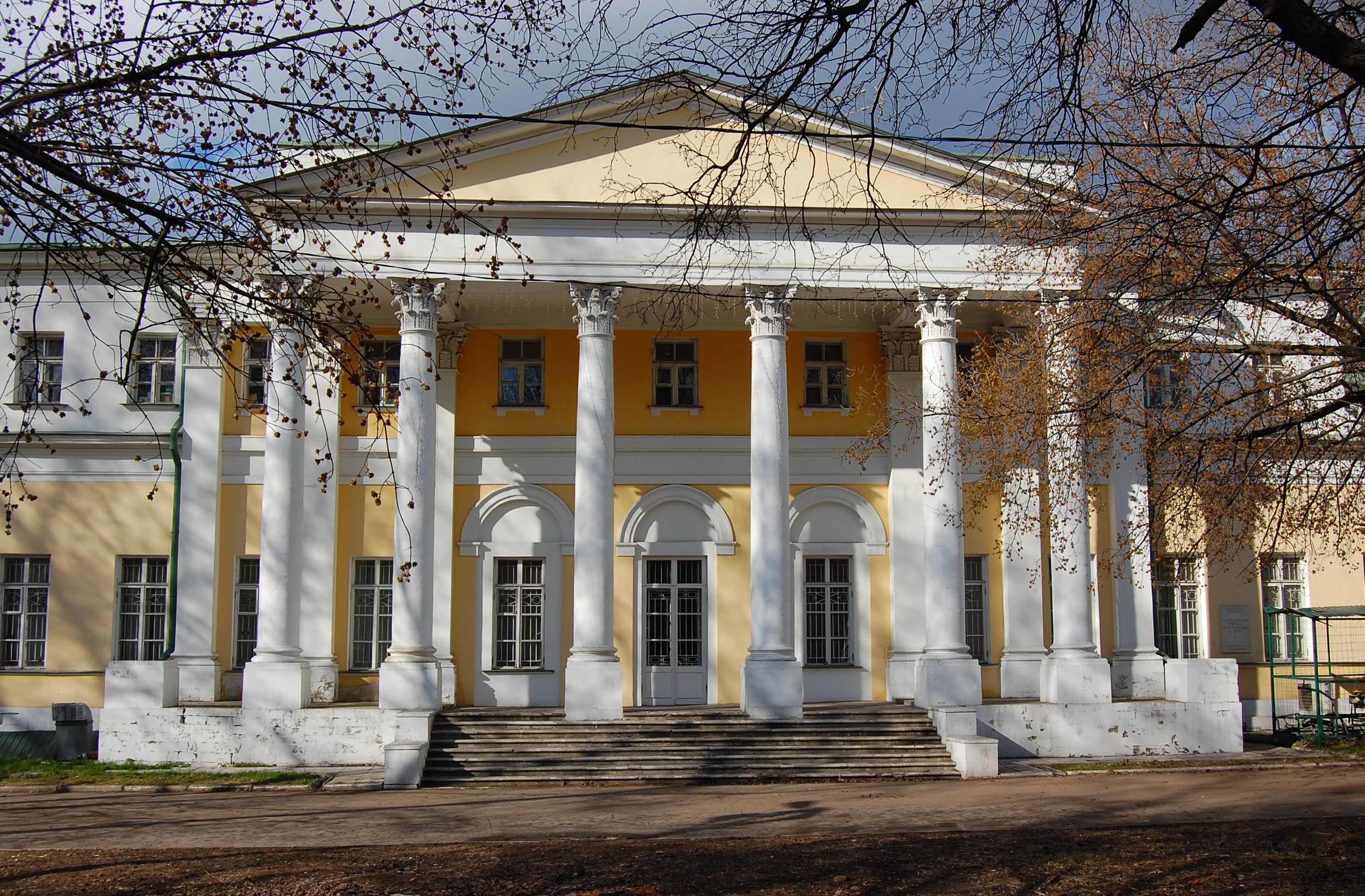
斯特羅加諾夫家族在亞烏扎河沿岸的達恰（俄语：Дача Строганова на Яузе）
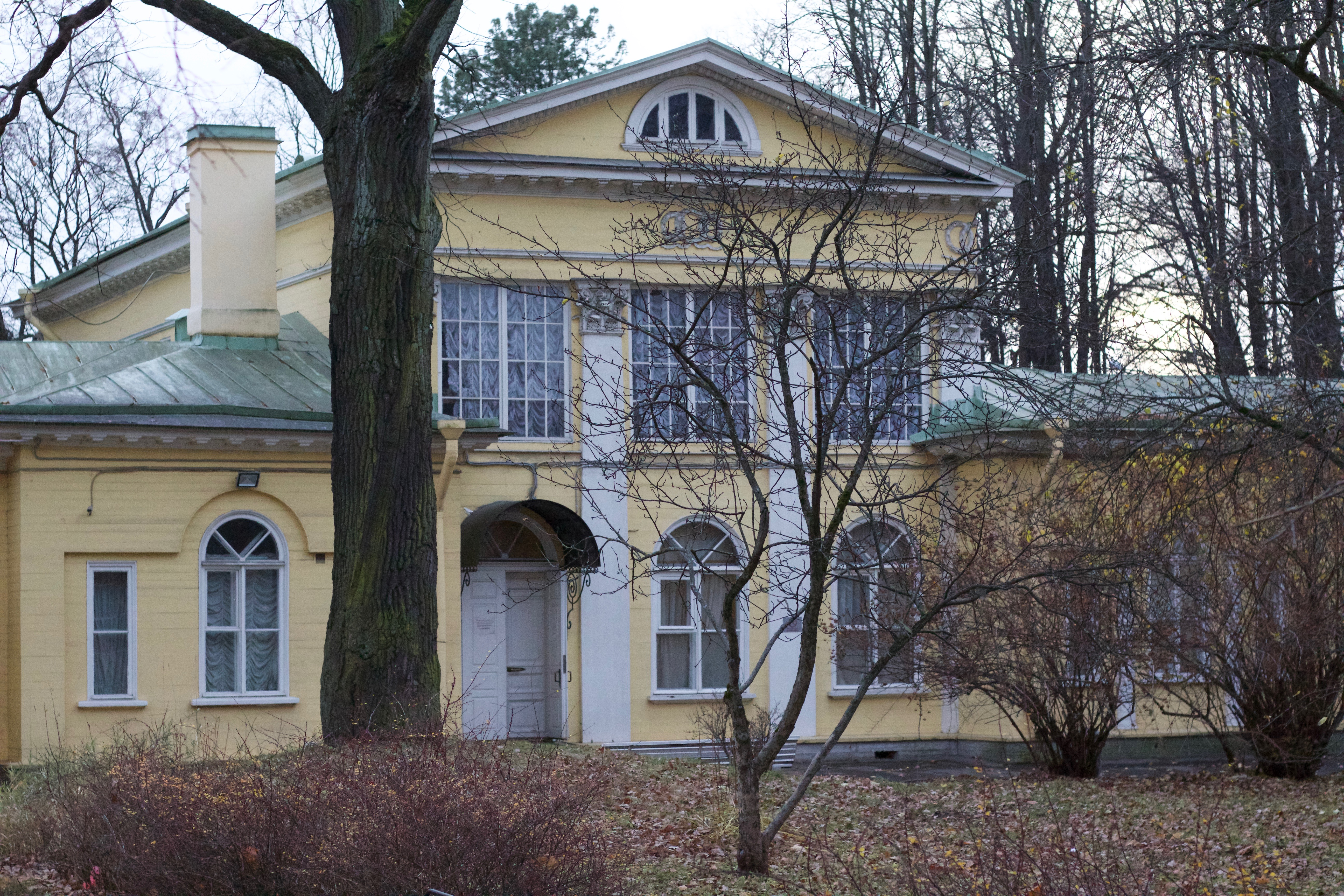
希什馬列夫家族（俄语：Шишмарёвы）的達恰
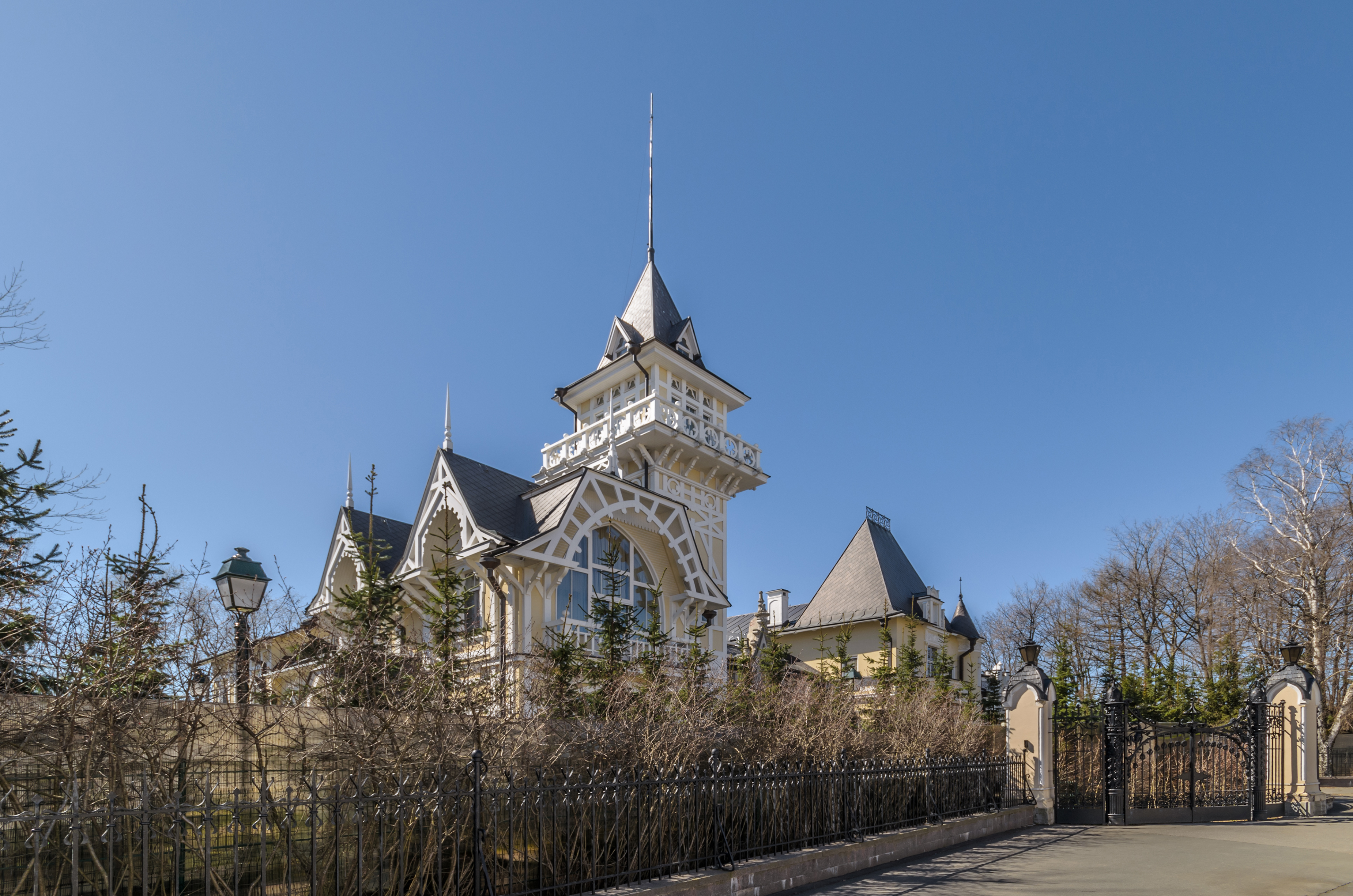
瑪麗亞·愛德華多芙娜·克萊因米歇爾（俄语：Клейнмихель, Мария Эдуардовна）的達恰
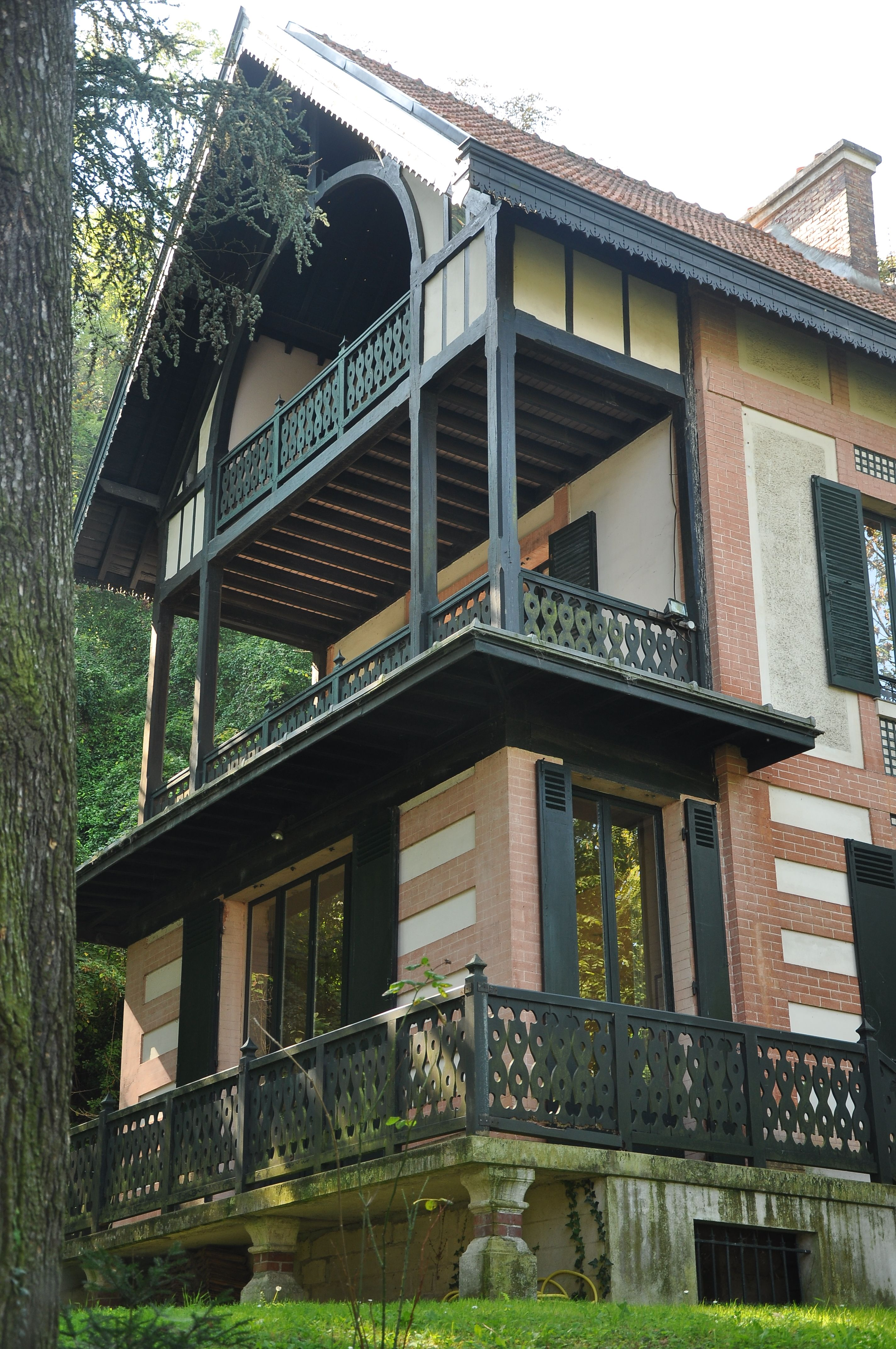
伊万·屠格涅夫的達恰
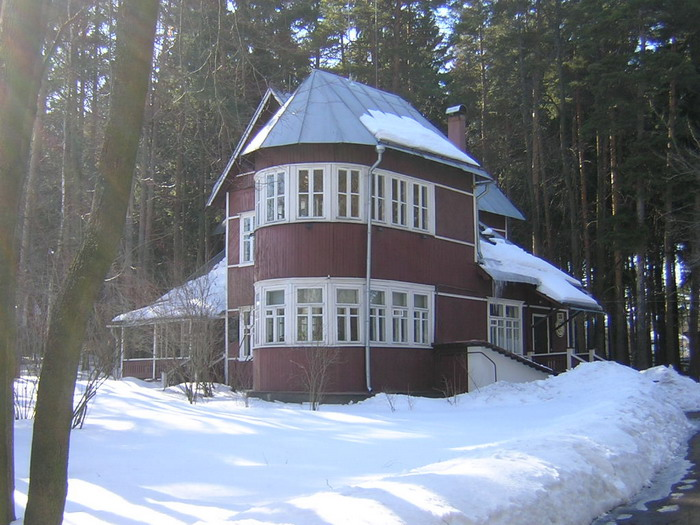
鮑里斯·帕斯捷爾納克的達恰
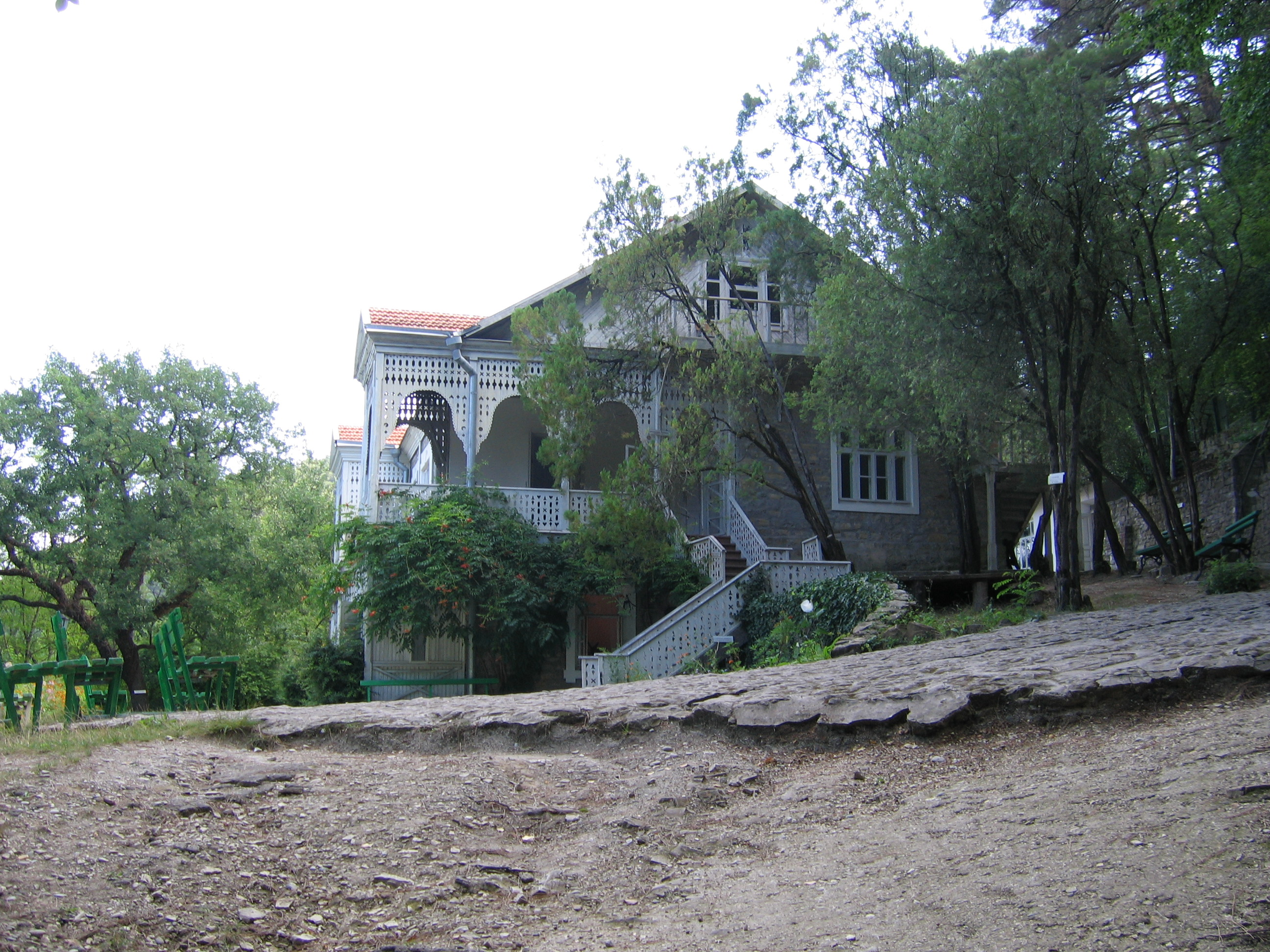
弗拉基米爾·柯羅連科的達恰
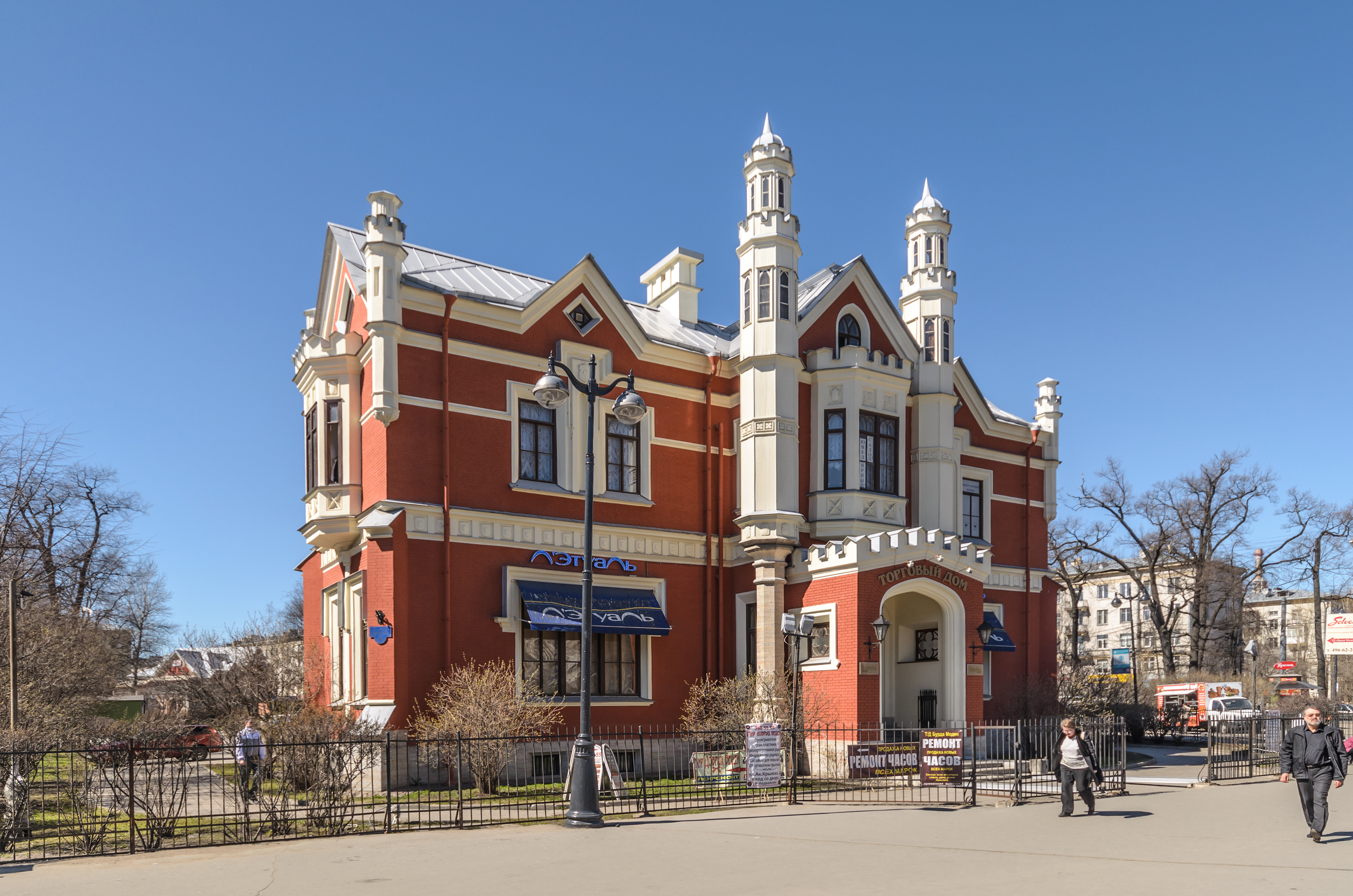
薩爾蒂科娃達恰（俄语：Дача Салтыковой）
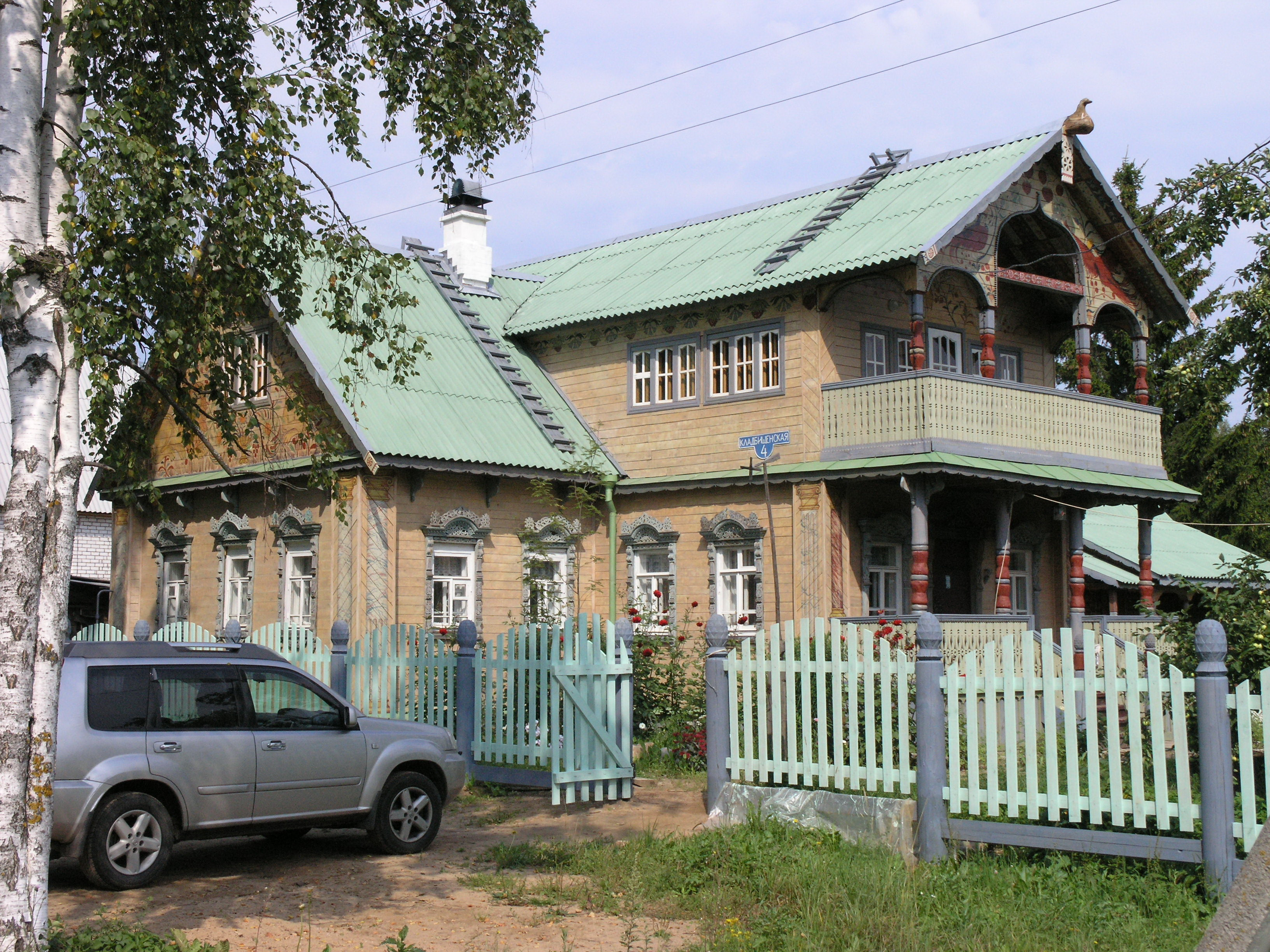
位於梅什金的一座達恰
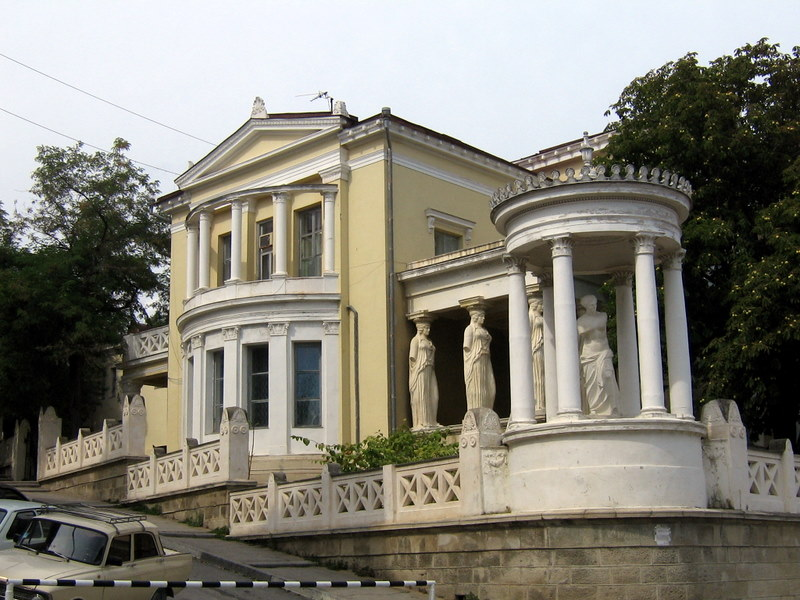
費奧多西亞的米洛斯達恰
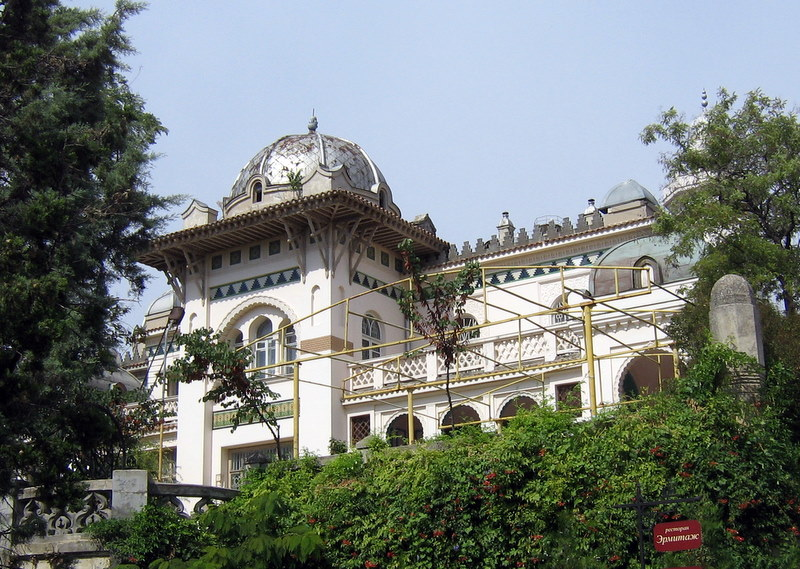
費奧多西亞的斯坦伯利達恰
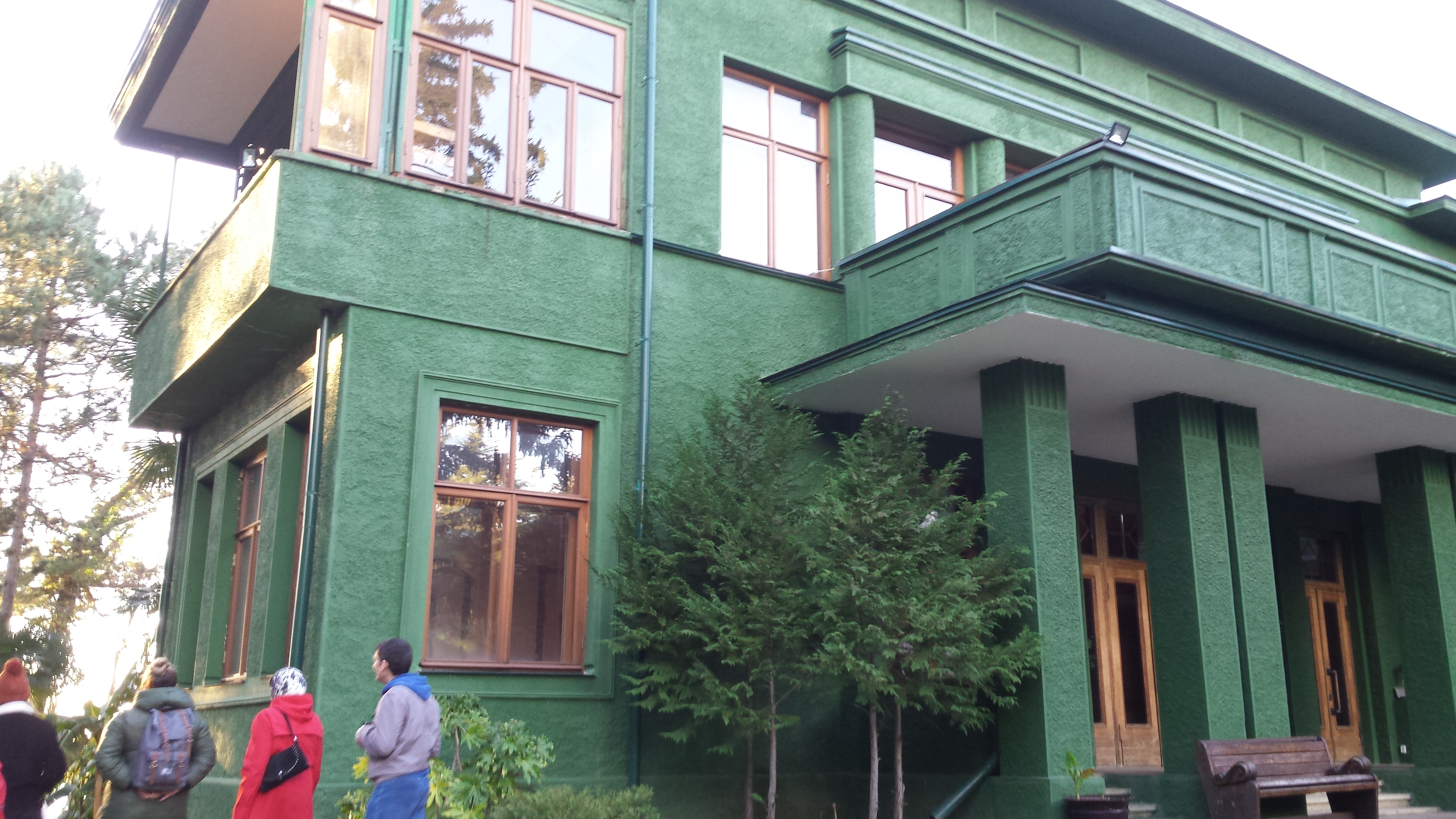
索契的史達林達恰

## 外部連結
- Dacha – what does it mean for a Russian? （页面存档备份，存于） Detailed description of modern life in dacha community, with many pictures. See also Dacha revisited （页面存档备份，存于）.
- Dacha Wanna Be Russian? A History of the Russian Dacha
- Russian Dacha （页面存档备份，存于） Russian Dacha full HD photo gallery